# 18.ª Avenida (línea Culver)
La 18.ª Avenida  es una estación expresa en la línea Culver del Metro de Nueva York de la división B del Independent Subway System (IND). La estación se encuentra localizada en Borough Park, Brooklyn entre la 18.ª Avenida y la Avenida McDonald. La estación es servida por los trenes del servicio .

## Enlaces externos

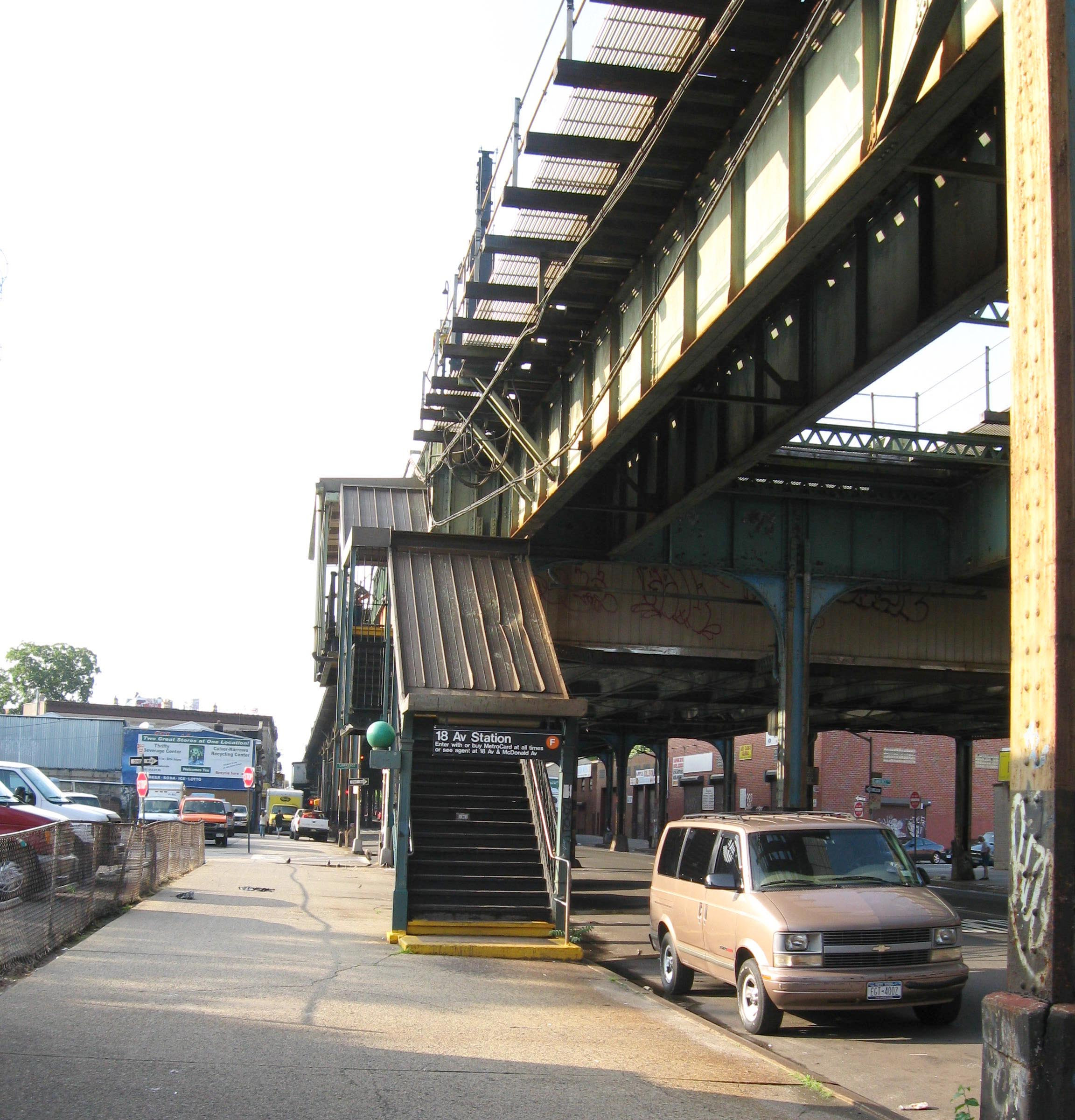
Entrada